# Prison centrale de Munzenze
 (février 2025).
 (février 2025).
Si vous disposez d'ouvrages ou d'articles de référence ou si vous connaissez des sites web de qualité traitant du thème abordé ici, merci de compléter l'article en donnant les références utiles à sa vérifiabilité et en les liant à la section « Notes et références ».
En pratique : Quelles sources sont attendues ? Comment ajouter mes sources ?
La prison centrale de Munzenze est un établissement pénitentiaire situé à Goma, chef-lieu de la province du Nord-Kivu, en république démocratique du Congo (RDC). Elle joue un rôle crucial dans le système judiciaire de la région, bien que confrontée à de nombreux défis liés à la surpopulation et aux conditions de détention.

## Historique
Construite pour accueillir un nombre limité de détenus, la prison de Munzenze a souvent été confrontée à une surpopulation carcérale. En 2012, lors de la prise de Goma par le mouvement rebelle M23, l'établissement a subi des dommages importants, notamment la destruction de certaines de ses infrastructures, ce qui a exacerbé les conditions de détention déjà précaires,.

## Réhabilitation
En réponse aux dommages subis, la Mission de l'Organisation des Nations Unies pour la stabilisation en RD Congo (MONUSCO) a entrepris, en 2017, la réhabilitation de l'ancien bâtiment de la prison. Les travaux, qui ont duré 16 mois, visaient à réduire la surpopulation carcérale et à améliorer les conditions de vie des détenus. Cette initiative comprenait la rénovation de 22 pavillons, l'ajout de toilettes internes et externes, ainsi que la construction d'une cuisine et d'une salle d'audience,,,,.

## Crises récentes
Malgré les efforts de réhabilitation, la prison de Munzenze a continué de faire face à des défis majeurs. En novembre 2024, une crise humanitaire a été signalée en raison d'une pénurie de vivres et de médicaments, mettant en danger la vie de plus de 4 000 détenus. Cette situation a été aggravée par le retrait des organisations caritatives, telles que Médecins Sans Frontières, qui fournissaient auparavant une assistance essentielle,,.
Le 27 janvier 2025, un incident tragique s'est produit lorsque, profitant de l'entrée des rebelles du M23 dans Goma, une évasion massive a eu lieu à la prison de Munzenze. Environ 4 400 détenus se sont échappés après avoir incendié une partie de l'établissement pour couvrir leur fuite. Cet incendie a entraîné la mort d'au moins 141 femmes incarcérées et de 28 enfants en bas âge qui les accompagnaient. Une semaine après ces événements, la prison était totalement vide, les gardiens ayant déserté les lieux et une grande partie de l'infrastructure ayant été détruite. Selon un rapport de l'ONU, au moins 160 détenues ont été violées lors de l'évasion de la prison. Les auteurs des violences restent inconnus, et la plupart des victimes sont décédées dans l'incendie.

## Importance et défis actuels
La prison centrale de Munzenze illustre les défis complexes auxquels sont confrontés les établissements pénitentiaires en RDC, notamment en matière de sécurité, de surpopulation et de conditions de détention. Les événements récents soulignent la nécessité d'une attention accrue de la part des autorités et des organisations internationales pour assurer la sécurité et le bien-être des détenus, ainsi que pour renforcer le système judiciaire et pénitentiaire du pays,,.